# Yosef Wolde-Mariam
Yosef Wolde-Mariam, född Samuel Andrea Emanuel Daniel Yosef Wolde-Mariam Theodros Tesfa Golja Michael 4 augusti 1978 i Oslo, också känd under artistnamnet Critical, är en norsk rappare och programledare. Tillsammans med Tshawe Baqwa, utgör han hiphop- och rapduon Madcon.
Yosef Wolde-Mariam växte upp på olika barnhem i Grefsen, Røyken och Grünerløkka i Oslo. Hans föräldrar är från Etiopien och Eritrea. År 2012 var han mentor i The Voice på TV2.